# Negativa (capoeira)
 (décembre 2022).
Si vous disposez d'ouvrages ou d'articles de référence ou si vous connaissez des sites web de qualité traitant du thème abordé ici, merci de compléter l'article en donnant les références utiles à sa vérifiabilité et en les liant à la section « Notes et références ».

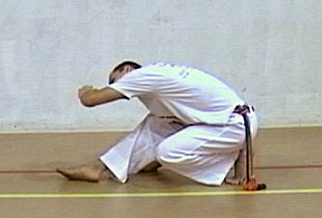
Negativa vue de côté.

La Negativa (défense en portugais) est une position défensive de la capoeira utilisée pour esquiver ou pour les déplacements au sol.
Ce mouvement a beaucoup évolué depuis quelques dizaines d'années[Quand ?]. À l'origine, on faisait la Negativa de Angola, puis Mestre Bimba a créé la Negativa da regional [Quand ?]. Cette dernière a donné naissance à une nouvelle negativa, plus proche de celle que l'on fait actuellement, excepté le fait qu'on posait le pied d'appui entièrement au sol (le talon touche le sol). Par facilité, certaines personnes ont naturellement commencé à s'appuyer sur la pointe du pied et c'est Mestre Camisa, du temps où il était encore maître dans le groupe Senzala[Quand ?], qui a entériné et uniformisé l'emploi de cette negativa à l'ensemble du groupe.
Dans les groupes qui utilisent encore le terme de "negativa" pour nommer ses formes traditionnelles (Angola ou Regional), cette façon de faire la negativa est appelée "resistência".

## Technique
- S'agenouiller en s'appuyant sur la pointe du pied, l'autre jambe tendue devant.
- La jambe tendue doit être légèrement pliée et le pied à plat au sol, pour éviter de s'exposer à un sapateado, car un écrasement du pied s'il est orienté sur le côté peut être dangereux.
- Les deux genoux doivent être proches (en hauteur et en largeur), toujours pour optimiser la protection.
- Il faut bien coucher le buste sur la cuisse, le bras devant la tête inclinée sur le côté.
- Placer la main à plat à côté du genou de la jambe tendue.